# Mélanie Lesaffre
Mélanie Lesaffre (ur. 19 września 1990) – francuska zapaśniczka walcząca w stylu wolnym. Piąta na mistrzostwach świata w 2013. Brązowa medalistka mistrzostw Europy w 2010. Siedemnasta na igrzyskach europejskich w 2015. Triumfatorka igrzysk śródziemnomorskich w 2013 i trzecia w 2009. Druga na ME i trzecia na MS juniorów w 2009 roku.